# Layshia Clarendon
Layshia Clarendon (* 2. Mai 1991 in San Bernardino, Kalifornien) ist eine US-amerikanische, nichtbinäre Basketballspielerin. 

## Karriere
Vor ihrer professionellen Karriere in der WNBA spielte Clarendon von 2009 bis 2013 College-Basketball für die University of California, Berkeley.
Beim WNBA Draft 2013 wurde sie an 9. Stelle von den Indiana Fever ausgewählt, für die sie von 2013 bis 2015 in der nordamerikanischen Basketballprofiliga der Damen spielte. Von 2016 bis 2018 spielte sie für Atlanta Dream, von 2018 bis 2019 für Connecticut Sun, von 2020 bis 2021 für New York Liberty und in der WNBA-Saison 2021 für Minnesota Lynx.
Bei der Basketball-Weltmeisterschaft der Damen 2018 in Spanien holte Clarendon mit der Damen-Basketballnationalmannschaft der Vereinigten Staaten die Goldmedaille.

## Privates
Clarendon identifiziert sich als nichtbinär und ist lesbisch. Sie engagiert sich für ClarenPersonendim Sport. on ist verheiratet und hat ein Kind.